# Fiesole
Fiesole (fennmaradt etruszk nyelvű névváltozatai: Viesul, Viśl, Vipsul) város Olaszországban, Toszkána régióban, Firenze megyében, a nagyvárostól 6 km-re északnyugati irányban egy 300 méter magas dombtetőn. Firenzéből tömegközlekedéssel a 7-es számú busszal közelíthető meg.

## Története
Az ősi, etruszk alapítású város a mai Firenzének több mint két és fél ezeréves, már az időszámításunk kezdete előtti 7. században fennálló, és még a római korban is virágzó elődje volt. I. e. 225-ben Faesulae néven említik írásos források, ekkor a gallok elfoglalták. I. e. 90-ben a rómaiak dúlták fel, mivel a szövetségi háborúban az ellenségeikhez csatlakozott. Tíz évvel később Sulla veterán római katonákat telepített a városba és Faesule ekkor vált etruszkból római várossá. A virágzó várost i. sz. 405-ben foglalták el a gótok, s mellette győzi le Stilicho őket ugyanebben ez évben, majd 539-ben Flavius Belisarius bizánci seregei.
A népvándorlás korában a város fejlődése megszakadt, a szomszédos völgyben fekvő Firenze hatalma megnőtt és a két szomszéd város rivalizálásából ez utóbbi került ki győztesen, amikor 1125-ben elfoglalta Fiesolét. Városi önkormányzata azért továbbra is megmaradt, 492-től mind a mai napig püspöki székhely, de katonai szerepe a 12. századdal megszűnt és nem volt beleszólása Toszkána politikai életébe.

## Népessége
A lakosság számának alakulása:

## Látnivalói
- Santa Maria Primerana-templom - régi alapítású templom, a 10. században már bizonyíthatóan állt. Jelenlegi homlokzata azonban a 16. századból való és ekkor épült két oszlopos előcsarnoka is. Belseje egyhajós, kis kereszthajóval. A főoltár bizánci stílusú Madonnáját késő gótikus szentségház kereteli. A bal oldali kereszthajó oltárán levő, mázas terrakotta dombormű Andrea della Robbia műhelyének munkája.
- Palazzo Pretorio - a 14-15. században épült régi városháza. Oszlopos előcsarnok és e fölött zárt erkély díszíti. A homlokzatán 1520-tól 1808-ig befalazták a polgármesterek címereit.
- Szeminárium - a 17. század végén épült papnevelő intézet. Első emeleti kápolnájában a nagyméretű terrakotta dombormű (Madonna a gyermekkel, szentek körében) Giovanni della Robbia műhelyének terméke 1520-ból.
- Püspöki palota - a 11. században épült. Mai külsőjét a 17. században nyerte el. Legfőbb látnivalója a 14. századi házikápolnája.
- Duomo (Dóm) - még a XI. század elején kezdték el építeni, a 13. század közepére fejezték be, a 19. század végén átépítették, így eredeti homlokzatából már semmi sem maradt. Harangtornya pártázatos felső kiképzésű. A templom belseje megőrizte középkori arculatát: háromhajós, román stílusú bazilika, kriptával és efölött emelt presbitériummal. A főoltár hármas képe, triptichonja Bicci di Lorenzo műve 1440-ből. A főoltártól balra levő kápolnában Szent Romulus és Máté evangélista 15. századi szobra látható. A templom legszebb része a Salutati-kápolna Salutati püspök síremlékével. Mino da Fiesole remekműve. Az oltár domborművei szintén az ő művei.
- Museo Bandini - a 18. században élt Bandini kanonok gazdag képzőművészeti gyűjteményét a fiesolei káptalanra hagyta. Ennek újabban szerzett műtárgyakkal kiegészített anyagát az 1913-ban, a rommező kijáratával szemben emelt múzeumépületben állították ki. Láthatók a Gaddi művészcsalád tagjainak, valamint Bicci di Lorenzónak, Neri di Biccinek és a toszkánai festőiskola más nagyjainak képei. A földszint egyik termében a Robbia család mázas terrakotta műveinek gazdag és ritka szép gyűjteménye látható.

- Sant’Alessandro-templom - a keresztény bazilika épülete valószínűleg a 8. századra nyúlik vissza. A 11. században jelentősen átépítették. Ezen a helyen már az etruszkok idején is templom állott, melyet a rómaiak átépítettek és Bacchusnak szenteltek. A hagyomány szerint Theoderich keleti gót király a 6. század elején ezt a templomot a keresztényeknek adta át. A belső templomteret 17 ión fejezetű oszlop osztja három hajóra. Ezek a római kori oszlopok talán az említett Bacchus-templomból, vagy a mai főtér helyén állott forumról származnak.
- San Francesco-templom - az egykori etruszk fellegvár helyén emelkedik. Belseje gótikus, egyhajós. Hozzá tartozik a ferencesek Missziós Múzeuma. A szerzetesek hittérítő útjaikon gyűjtötték a kiállított tárgyakat, melyek közül főként a kelet-ázsiai iparművészeti darabok tetszetősek.
- Villa di Camerata - ez, a többször is átépített villa az Alighieri család tulajdona volt. 1322-ben szerezték meg a Portinarik, Dante szerelmének, Beatricének a családja. Ők azután kibővítették, csinosították: ekkor épült a nagy loggiás udvar a jellegzetes kúttal.
- Villa Palmieri - az épület egy rendezett, szobrokkal díszített kert közepén áll. Jelentősége abban áll, hogy ez volt Boccaccio Dekameronjának színhelye.

### Római kori maradványok

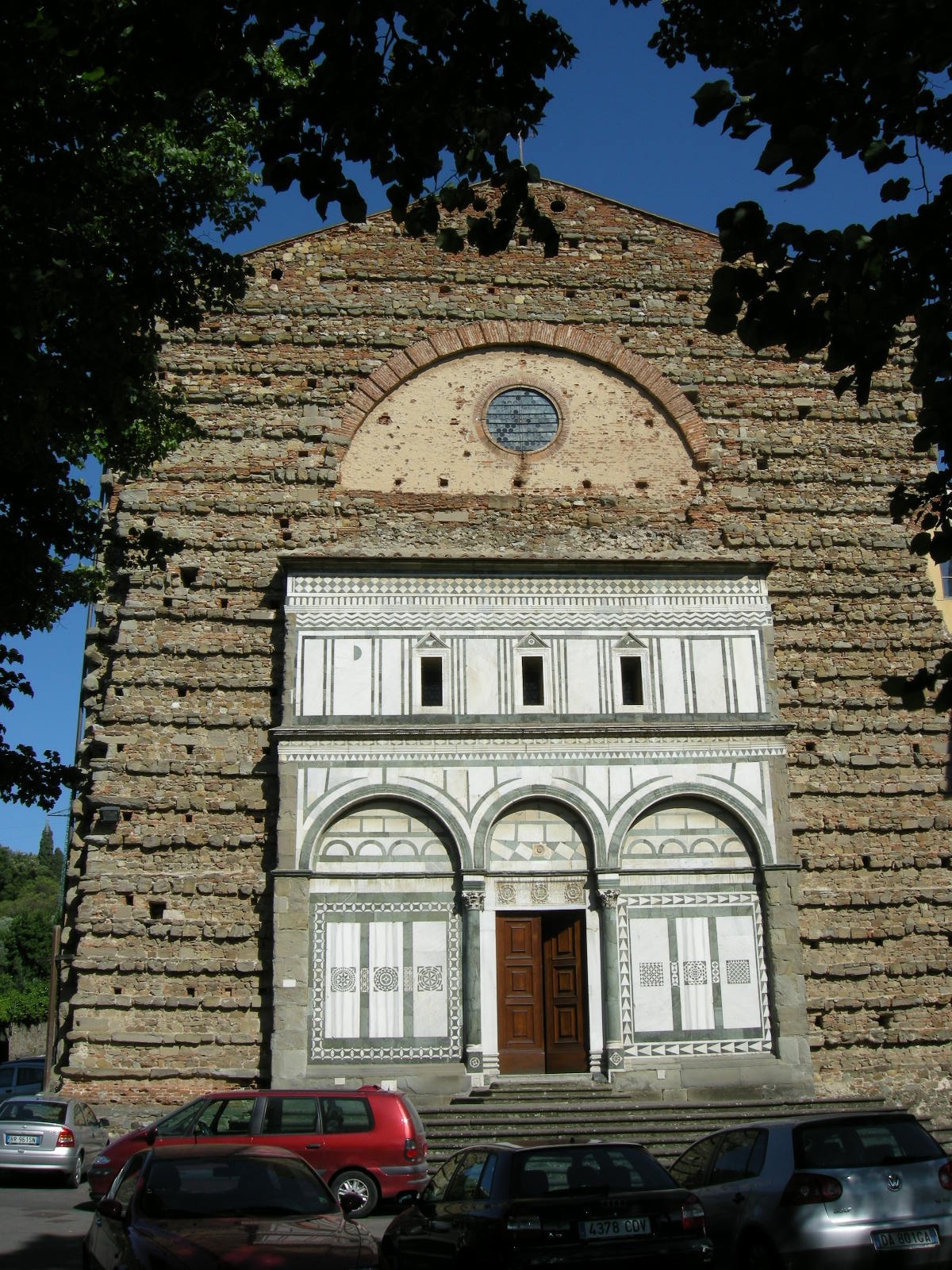
Badia Fiesolana

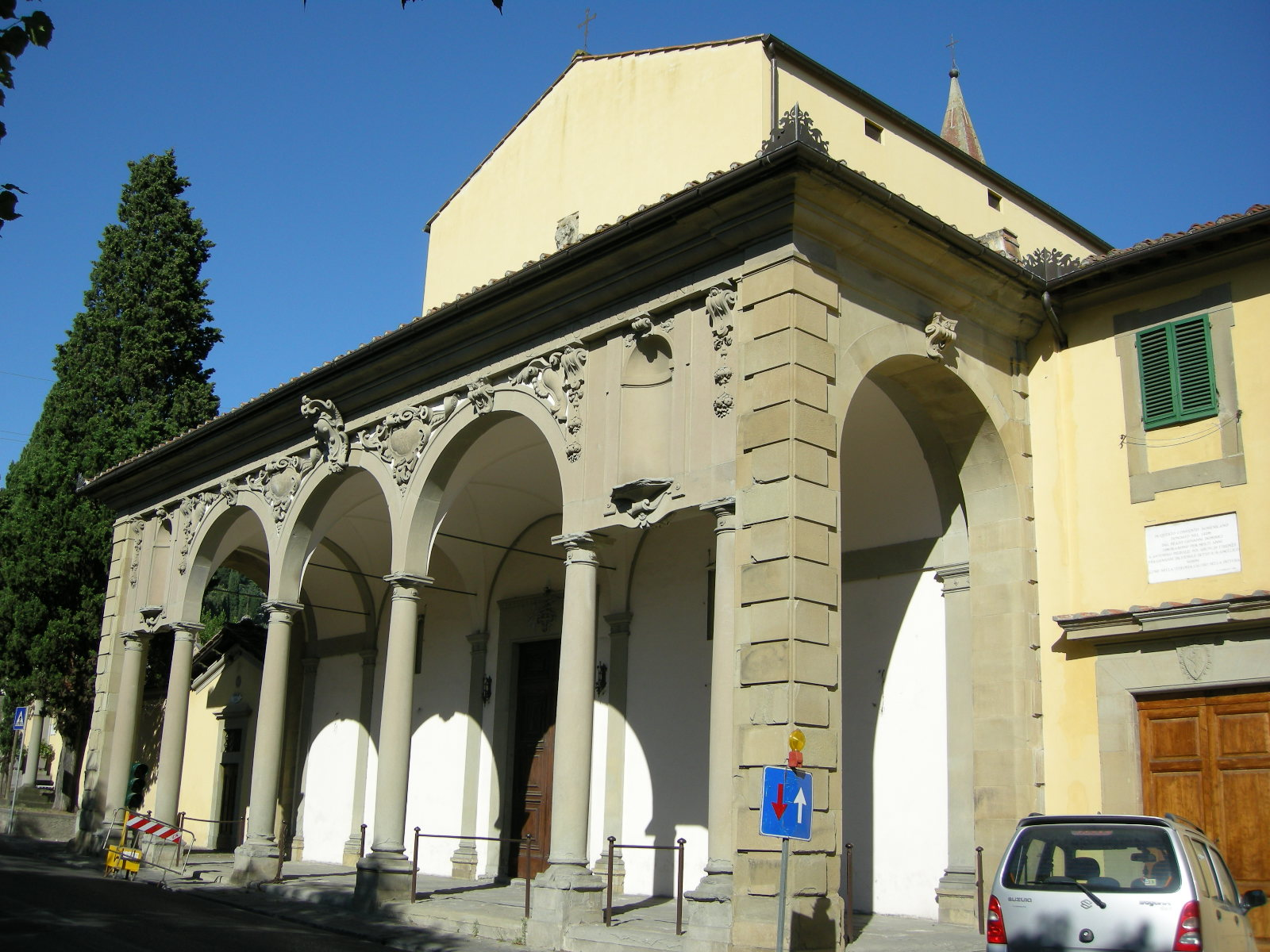
San Domenico

Az etruszk és római kori város néhány nagyobb középületének maradványait a mai Fiesole főterétől
észak-északkeletre a domb oldalában tárták fel. Az egykori etruszk város falain kívül három nagyobb építészeti objektumot tártak fel a régészek: a római színházat, egy közfürdőt és egy templomot. A kisebb leleteket az ásatási területen épített múzeumban helyezték el. A romkert bejárata a Dóm apszisa mögött található.
- A színházat az i. e. 1. században emelték, az i. sz. első és második évszázadban pedig átépítették. Félköríves nézőterének lépcsőzetesen emelkedő üléseit a kivájt domb oldalába építették. A 34 m átmérőjű nézőtér 24 üléssorát lépcsőlejáratok osztják négy szektorra. Majdnem háromezer nézőt volt képes befogadni. A színpad 26,40 m hosszú és 6,5 m széles.
- A fürdő rendelkezett külön hideg, langyos és forró vizű medencével, izzasztókamrával és természetesen vetkőzőhelyiséggel. Érdekessége a három félköríves árkád, amely szinte érintetlenül fennmaradt. A fürdő észak-északkeleti szélénél állnak a régi etruszk városfal maradványai
- A templomegyüttes legrégebbi része, az i. e. 3. századból való egycellás etruszk szentély. Mellette állnak az i.e. 1. századi római templom romjai

### San Domenico di Fiesole
A várostól nem vessze fekvő kis falu közigazgatásilag Fiesoléhoz tartozik. Jelentős építményei a Szent Domokosról elnevezett San Domenico templom és kolostor valamint a Badia Fiesolana székesegyház.
- San Domenico templom és kolostor - 1406-ban kezdték el építeni, de jelenlegi homlokzatát, mely Matteo Nigetti tervei szerint épült, csak 1635-ben nyerte el. Ugyancsak a 17. század elejéről való a harangtornya. A templom belső térkiképzése még sokat megőrzött a quattrocento formakincséből, de a falfestmények, oltárok részben már a későbbi századokból valók. A bal oldali első kápolna oltárképét Fra Angelico festette 1430 körül. A festőt ebben a templomban avatták szerzetessé, a szomszédos kolostorban élt majd két évtizeden át hogy azután 1437-ben a firenzei San Marco kolostorba költözött át. A főoltár aranyozott fa tabernákuluma a 17. század elejéről való. A szentélynél levő fafeszület a 13. század végéről származik és a legenda szerint ez szólította meg Filippo Benizit, a szerviták rendjének alapítóját. A kórus faragott stallumai, padjai ugyanebből az időből származnak.
- Badia Fiesolana - 1026-ig Fiesole püspöki székesegyháza volt. Homlokzata a 12. századból való, zöld- és fehérmárvány burkolja. A belseje egyhajós, reneszánsz stílusú. Cosimo de’ Medici költségén építették át az 1430-as években. Ugyanebből az időből való a sekrestye, különlegesen szép márvány kézmosómedencéjével. A kolostor kerengője 1460 körül épült árkádos, reneszánsz stílusban. A refektórium legfőbb látnivalója Giovanni da San Giovanni 1629-ből való nagy freskója, valamint egy faragott, félkör alakú szószék.

## Híres emberek
- Francesco di Simone Ferrucci, szobrász.
- Mino da Fiesole, szobrász.
- Giorgio Albertazzi, színész, rendező.
- Fra Angelico, festő.

## Közlekedés
A városon áthalad az SR302 Brisighellese-Ravennate regionális út, Firenzével kapcsolata van még az SP53 megyei úton keresztül is. Vasútállomásai a Fiesole-Caldine és Compiobbi. A tömegközlekedést a firenzei ATAF vállalat biztosítja. A város Firenzéből a Piazza San Marcóról induló 7-es busszal érhető el.

## Testvérvárosai
Tucson